# Las Grúas
El ingenio hidráulico denominado Las Grúas es un complejo edificio de carácter netamente funcional, cuya finalidad era proporcionar agua para el riego a los cultivos de los terrenos circundantes, mediante su elevación desde el cauce del río Guadalquivir. Su construcción, datada en el siglo XVI y atribuida a Juan de Ávila, constituye uno de los escasos ejemplos en la península ibérica de esta tipología. 

## Descripción
El edificio de Las Grúas se ubica en el término municipal de El Carpio, en los terrenos denominados de Alcocer, entre el camino de San Pedro y el cauce del río Guadalquivir, en su margen izquierda. El complejo hidráulico se compone de tres partes fundamentales: Una construcción principal, estructura y soporte para tres ruedas hidráulicas con cangilones; un azud, dispuesto transversalmente al cauce para derivar el agua hacia las ruedas; y un sistema de distribución y almacenamiento de agua (acequias y estanques o albercas). 
El núcleo de la construcción principal es de planta cuadrada, de 12,5 m de lado. Se compone de cuatro grandes pilas paralelas de mampostería, de 2,20 m de anchura cada una, cimentadas sobre el suelo rocoso del cauce y dispuestas longitudinalmente en el sentido de la corriente fluvial definiendo entre ellas tres estrechos canales, de algo más de un metro, por donde discurre el agua que haría girar las ruedas allí ubicadas. 
Una de las pilas, la situada junto a la ladera, sirve de estribo y contención de las tierras. Aguas abajo, los volúmenes prismáticos que conforman las pilas centrales quedan a modo de peine abierto en su parte superior, mientras que aguas arriba estos volúmenes se cierran con un cuerpo transversal, rematado con una galería cubierta por bóveda de cañón, a través del cual se produce la conexión entre las pilas, a distintos niveles. En la base de este frente se produce el ingreso del agua hacia los canales entre pilas. El segundo nivel tiene entrada desde una plataforma exterior desde la que se accede a un andén elevado sobre la galería antes descrita que apoya sobre el muro de sillares. El ingreso al interior se realiza bajo un acueducto adosado a las pilas. Estas aparecen horadadas en su eje longitudinal por galerías abiertas en su ingreso por puertas de arco de medio punto y grandes vanos abovedados con medio cañón. Otro tercer nivel se dispone sobre el anterior, de igual distribución interior.

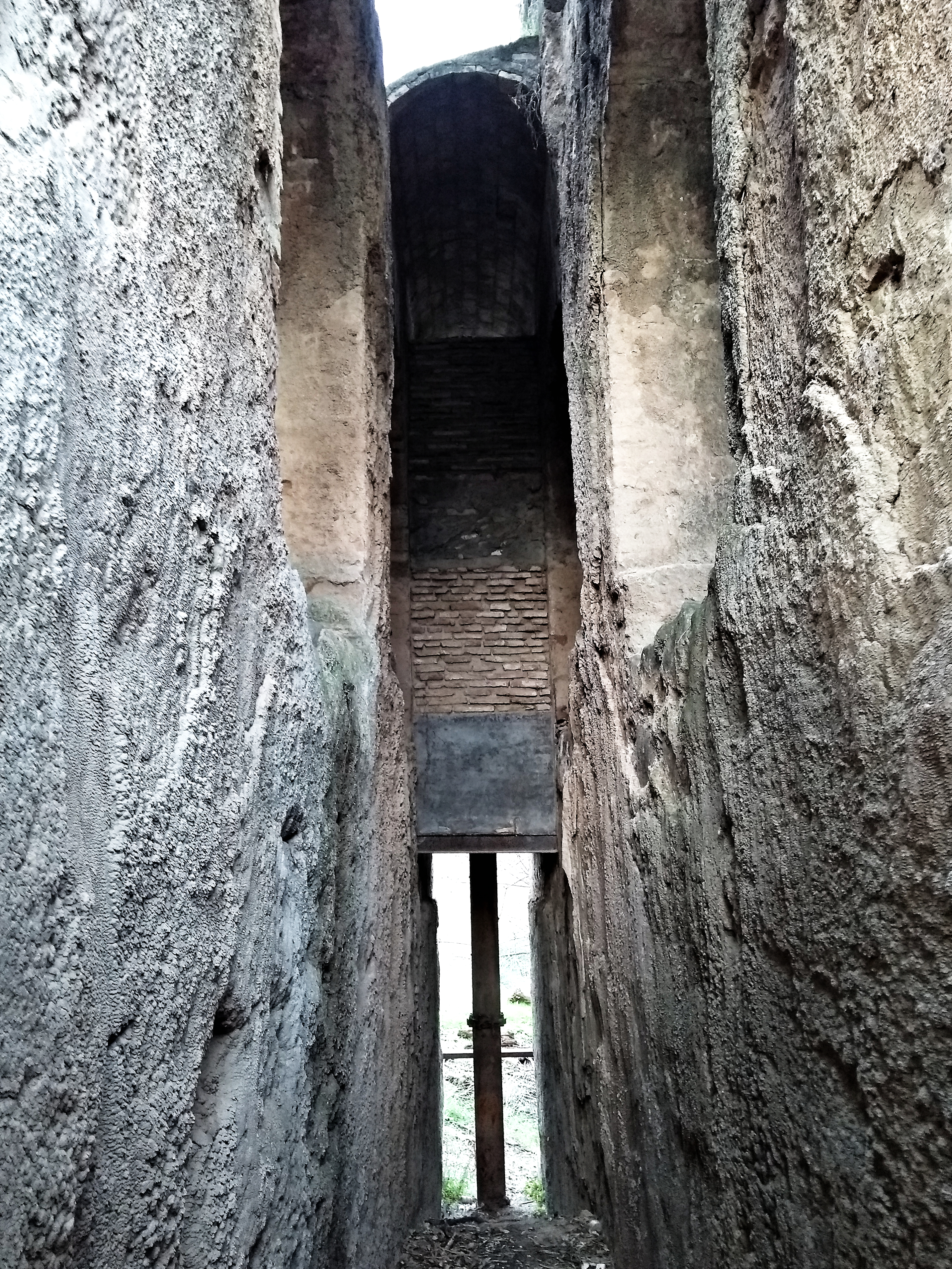
Interior de las Grúas.

El segundo elemento que conforma el complejo hidráulico, el azud, aparece oblicuamente dispuesto, transversal al cauce del río, con un recorrido longitudinal, recto, de unos 120 m. Su técnica de construcción es prototípica, a base de piedras y argamasa cimentadas en el propio sustrato del río, describiendo un perfil alomado. El azud, en su proximidad al edificio de las norias, acaba en un muro de mampostería confrontado, en paralelo, a otro anexo al edificio y ambos rematados por dos andenes de sillares de piedra con puentecillo. Entre ellos se define un canal aliviadero, en el sentido de la corriente fluvial.
El tercer elemento constitutivo del complejo hidráulico son las acequias. Estas se inician recogiendo el agua de las norias a través de un canal sostenido en un acueducto de doble arcada de ladrillos que emerge adosado a las pilas en su cara sudoeste. La primera arcada viene definida por diez vanos rematados por arcos rebajados, de los cuales, los cuatro más anchos ven de acceso a las galerías interiores de las pilas en la planta intermedia. La segunda arcada es de menor altura y los vanos están rematados por arcos de medio punto.
Sobre este acueducto se sitúa la acequia que drena a una arqueta de distribución, desde la que parten dos ramales que discurren en torno a los restos del castillo de Alcocer en dirección a las albercas y arquetas cercanas, generándose una complicada red de canales. Las reformas de 1883 suponen la construcción de una caseta para una bomba de extracción de agua en la terraza superior, de un cuerpo de planta rectangular adosado al complejo.